# Гзак
Гзак (Гза, Кзак) (? — после 1191 года) — половецкий хан, глава объединения половцев бурчевичей, сын хана Беглюка (Белука), в летописи назван Козой Бурновичем. Однако, не исключено, что Гзак Билюкович и Коза Бурнович — разные лица.

## Биография
В Ипатьевской летописи под 1166 годом рассказано о поражении Гзака от Ольговичей:
Тои же зиме ходиша Ольговичи на половци, бе бо тогда люта зима велми и взя Олег веже Козины и жену, и дети, и злато, и сребро, а Ярослав Беглюковы веже взя...
По версии Плетнёвой С. А., здесь речь идёт не о Гзаке, а о Козле Сотановиче, погибшем в 1180 году на Черторые.
В 1185 году Гзак участвовал как союзник Кончака в битве с Игорем Святославичем, а его сын Роман Кзич взял в плен Всеволода Святославича — брата Игоря. После победы над Игорем Гзак совершил набеги в оставшееся без защитников Посемье, включая Путивль, в то время как Кончак вторгся в Приднепровье, а свою дочь выдал замуж за сына Игоря.
и повоеваши волости их, и сёла их пожгоша. Пожгоша же и острог у Путивля.
В 1191 году его вежи дважды были захвачены Игорем Святославичем, предпринявшим ответный поход, спустя 6 лет после похода Гзака.